# Gare de Montfort-le-Gesnois
Gare de Saint-Mars-la-Brière – przystanek kolejowy w Montfort-le-Gesnois, w departamencie Sarthe, w regionie Kraj Loary, we Francji. Jest zarządzany przez SNCF (budynek dworca) i przez RFF (infrastruktura).
Przystanek jest obsługiwany przez pociągi TER Pays de la Loire.

## Położenie
Znajduje się na linii Paryż – Brest, na km 193,888, między stacjami Connerré - Beillé i Saint-Mars-la-Brière, na wysokości 61 m n.p.m.

## Historia
Przystanek został otwarty 1 czerwca 1857 przez Compagnie des chemins de fer de l’Ouest, wraz z linią między Chartres i Le Mans.

## Linie kolejowe
- Paryż – Brest